# Fatalité
Pour le terme vidéoludique, voir Mortal Kombat#Achèvements.
1. La fatalité est le caractère de ce qui est inéluctable. Elle se différencie du fatalisme, plutôt négatif, de certaines religions, et issu de la même racine fatum en latin. La fatalité est souvent associée aux « Dieux » et au « ciel » dans les Œuvres tragiques telle que Phèdre de Jean Racine.
2. C'est ce que l'homme ne peut pas éviter (la mort). Par exemple, l'expression « C'était fatal » signifie « C'était prévu », « Cela devait arriver ».